# Tyberiusz
Tyberiusz, Tiberius Claudius Nero, po adopcji Tiberius Julius Caesar Augustus, oficjalna tytulatura cesarska Tiberius Caesar Augustus (ur. 16 listopada 42 p.n.e., zm. 16 marca 37 n.e.) – cesarz rzymski, syn Tyberiusza Klaudiusza i Liwii Druzylli, pasierb i następca Oktawiana Augusta. 

## Życiorys

### Pochodzenie
Tyberiusz był członkiem rodu Klaudiuszów. Dzięki adopcji przez Augusta wszedł natomiast do rodu Juliuszów. Wszyscy kolejni cesarze, aż do Nerona, byli w różnym stopniu spokrewnieni z tymi rodami, stąd nazwa dynastii julijsko-klaudyjska.

### Kariera urzędnicza i wojskowa
Swoją znaczącą pozycję Tyberiusz zawdzięczał matce Liwii Druzylli, która po rozwodzie w 39 p.n.e. została trzecią żoną Augusta, przyszłego władcy Rzymu. W 29 p.n.e. rozpoczął udział w życiu publicznym uczestnictwem w tryumfie Augusta dla uczczenia bitwy pod Akcjum. W wieku 17 lat został kwestorem. W 20 p.n.e. pojechał na Wschód z misją przyjęcia zwracanych przez Partię znaków legionowych utraconych przez Krassusa, Decydiusza i Marka Antoniusza. Po powrocie ze Wschodu wraz z bratem Druzusem (zwany Starszym) prowadził walki z plemionami alpejskimi. Potem przez rok był namiestnikiem prowincji Galia Comata. W 20 p.n.e. lub 19 p.n.e. zawarł małżeństwo z Wipsanią Agrypiną, które okazało się bardzo szczęśliwe. W 13 p.n.e. urodził się im syn Druzus (zwanym Młodszym). W tymże roku Tyberiusz sprawował urząd konsula. Stawał się powoli głównym dowódcą wojskowym Augusta, prowadząc kampanie w Germanii i nad Dunajem. Tym niemniej August upatrywał swoich następców nie w pasierbach, Tyberiuszu i Druzusie, ale w swoich bezpośrednich krewnych. Wpierw następcą był jego siostrzeniec Marek Klaudiusz Marcellus. Po jego przedwczesnej śmierci zastąpił go kolejny mąż córki, Marek Agrypa. Później na cesarza szykowani byli synowie Agrypy Gajusz i Lucjusz Cezarowie, których August adoptował w 17 p.n.e.
Dynastyczne plany Augusta spowodowały, że Tyberiusz musiał w 12 p.n.e. rozwieść się ze swoją pierwszą żoną, Wipsanią Agrypiną, córką Marka Agrypy, i poślubić Julię, córkę Augusta, wdowę po tymże Marku Agrypie. Małżeństwo było nieudane. Jedyne dziecko, Neron, zmarło w niemowlęctwie. W 7 p.n.e. Tyberiusz sprawował swój drugi konsulat.

### Wygnanie na Rodos
W 6 r. p.n.e., bliski przyjęcia dowództwa na Wschodzie i stania się drugim najpotężniejszym człowiekiem w Rzymie, Tyberiusz nagle ogłosił wycofanie się z polityki i udał się na dobrowolne wygnanie na wyspę Rodos. Był to okres niełaski ze strony Augusta, który potem sprzeciwiał się powrotowi pasierba z wyspy. Dokładne motywy wycofania się Tyberiusza są niejasne. Historycy spekulują o związku z faktem, że August adoptował synów Julii przez Wipsanię, Gajusza i Lucjusza i wydawał się kierować ich tą samą ścieżką polityczną, którą kroczyli zarówno Tyberiusz, jak i Druzus.
Tak więc posunięcie Tyberiusza wydawało się rozwiązaniem tymczasowym: tym sposobem utrzymałby władzę tylko do czasu, gdy jego pasierbowie osiągną pełnoletność, a następnie zostałby odsunięty na bok. Pewną rolę mogło również odegrać rozwiązłe i publiczne zachowanie jego nieszczęśliwie zamężnej żony Julii. Rzeczywiście, Tacyt określa to mianem intima causa Tyberiusza, jego najgłębszy powód wyjazdu na Rodos i wydaje się przypisywać cały ruch nienawiści do Julii i tęsknoty za Wipsanią. Tyberiusz znalazł się w związku małżeńskim z kobietą, której nienawidził, która publicznie upokarzała go nocnymi eskapadami na Forum Romanum i zakazała spotykania się z kobietą, którą kochał. Niezależnie od motywów Tyberiusza, wycofanie się było praktycznie katastrofalne w skutkach dla planów sukcesji Augusta. Gajusz i Lucjusz byli jeszcze nastolatkami, a August, wówczas mając 57 lat, nie miał bezpośredniego następcy. Nie było już gwarancji pokojowego przekazania władzy po śmierci Augusta, ani gwarancji, że jego rodzina, a tym samym sojusznicy jego rodziny, utrzymają władzę, gdyby pozycja Princepsa przetrwała.
Istnieją nieco apokryficzne historie, według których August błagał Tyberiusza, by pozostał, posuwając się nawet do zainscenizowania poważnej choroby. Odpowiedzią Tyberiusza było zakotwiczenie u wybrzeży Ostii, dopóki nie dowiedział się, iż August przeżył, a następnie popłynął od razu na Rodos. Tyberiusz podobno żałował swojego wyjazdu i kilkakrotnie prosił o powrót do Rzymu, ale za każdym razem August odmawiał jego prośbom.

### Jako cesarz
Tyberiusz wrócił do łask po kilku latach, gdy August zdecydował się wyznaczyć go na sukcesora po śmierci Gajusza i Lucjusza. Adoptował go (odtąd Tyberiusz zwał się Tiberius Iulius Caesar), jednocześnie zobowiązując do adopcji bratanka Germanika. 17 września 14, mając 54 lata, objął urząd cesarza Rzymu. Szybko jednak stał się niepopularny, szczególnie w kręgach senatorskich. Doszło też do zamieszania w wojskach nad Renem i prób ogłoszenia cesarzem Germanika. Później podejrzewano Tyberiusza o bycie zamieszanym w sprawę tajemniczej śmierci swojego powszechnie lubianego bratanka, o otrucie którego został oskarżony przyjaciel Tyberiusza, Gnejusz Kalpurniusz Pizon. Ostatnie lata panowania Tyberiusz spędził w odosobnieniu na wyspie Capri. Historyk Swetoniusz rozpisuje się o perwersyjnych seksualnych ekscesach Tyberiusza podczas pobytu na wyspie, ale jego świadectwo budzi wątpliwości. Rzym w tym czasie był kontrolowany przez Sejana, dowódcę pretorianów, który zyskał pozycję najbliższego doradcy cesarza. Stosował on terror wobec politycznych przeciwników. Ofiarą prześladowań stała się między innymi rodzina Germanika: wdowa po nim Agrypina i jej starsi synowie: Neron i Druzus. Sejan wraz ze swoją kochanką Liwillą, otruli męża Liwilli i syna Tyberiusza – Druzusa Młodszego. Sejan prawdopodobnie dążył do przejęcia władzy. Jego plany upadły jednak, gdy Antonia Młodsza zdołała przekonać Tyberiusza o spiskowych zamiarach Sejana. Na rozkaz cesarza Sejan, jego rodzina i sprzymierzeńcy zostali straceni w 31 n.e.
Wielką słabością kulinarną Tyberiusza były ogórki, które spożywał codziennie przez cały rok. W ten sposób cesarz przyczynił się do rozpropagowania uprawy tego warzywa i rozwoju upraw w cieplarniach, gdzie rosły one w skrzynkach na kółkach, które można było odwrócić w kierunku światła słonecznego.

### Śmierć i następca
Na swoich następców Tyberiusz przewidział ciotecznego wnuka Kaligulę i własnego wnuka Gemellusa, których wezwał na Capri. Tyberiusz zmarł 16 marca 37 n.e. Został pochowany w Mauzoleum Augusta. Antyczni pisarze: Swetoniusz i Tacyt twierdzą, że Kaligula i nowy dowódca pretorianów Makron przyspieszyli jego śmierć dusząc cesarza poduszką, ale nie można wykluczyć, że Tyberiusz zmarł śmiercią naturalną. W swoim testamencie cesarz wyznaczył na spadkobierców Kaligulę i Gemellusa. Wkrótce jednak Kaligula przejął pełnię władzy, a Gemellus został stracony.

## Wywód przodków
| 4. Appiusz Klaudiusz Neron         |  |                              |  |  |              |
|                                    |  | 2. Tyberiusz Klaudiusz Neron |  |  |              |
| 5. NN                              |  |                              |  |  |              |
|                                    |  |                              |  |  | 1. Tyberiusz |
| 6. Marek Liwiusz Druzus Klaudianus |  |                              |  |  |              |
|                                    |  | 3. Liwia Druzylla            |  |  |              |
| 7. Alfidia                         |  |                              |  |  |              |
|                                    |  |                              |  |  |              |

## Spuścizna i oceny
Panowanie Tyberiusza to dla zwykłych ludzi w prowincjach okres spokoju i dobrego zarządzania, ale dla sfer rzymskiej arystokracji czas narastającej tyranii i terroru. Miasto Tyberiada znajdujące się na zachodnim brzegu jeziora Galilejskiego zostało nazwane ku czci Tyberiusza przez Heroda Antypasa.
Według Swetoniusza, Tyberiusz był niezwykle oszczędny. W czasie wypraw wojennych uczestników jedynie żywił nie wypłacając żołdu ani nagród. Znany był też z tego, że stronił od organizacji widowisk, a także bywania na organizowanych przez innych. Tylko raz udzielił pomocy finansowej kilku senatorom, którzy wystarczająco uargumentowali swoje potrzeby.

## Tyberiusz w Biblii
Ewangelie mówią, że to właśnie na czas panowania Tyberiusza przypadła publiczna działalność Jezusa Chrystusa jako nauczyciela oraz jego śmierć. W Biblii Tyberiusz jest wspomniany z imienia tylko raz, w Ewangelii Łukasza 3,1, gdzie jest wzmianka, że Jan Chrzciciel rozpoczął działalność „w piętnastym roku panowania Tyberiusza Cezara”, czyli w 29 n.e. Większość odniesień do „Cezara”, które znajdują się w ewangeliach odnoszą się do Tyberiusza („Oddajcie więc Cezarowi to, co należy do Cezara”, oskarżenie Jezusa przed Piłatem o „bunt przeciw Cezarowi” itp.). Podobnie moneta podatkowa z wizerunkiem i napisem „Cezara” wspomniana w Mt 22,19 i Mk 12,15 to srebrny denar – moneta Tyberiusza.

## Małżeństwa i potomkowie
- 1x: Wipsania Agrypina (16–12 p.n.e.)
  - Druzus Kastor
    - Julia Helena
      - Rubeliusz Plaut
      - Rubellia

    - Tyberiusz Klaudiusz Gemellus
    - Klaudiusz Germanik
- 2x: Julia (11–2 p.n.e.)
  - Klaudiusz Neron